# Kobayashi Naru
Kobayashi Naru, o Kobyashi Naru (titolo usato sulle confezioni), è un videogioco di avventura testuale con controlli a icone, sviluppato da Clive Wilson e Les Hogarth e pubblicato nel 1987 per Amstrad CPC, Commodore 64, PC booter e ZX Spectrum dalla Mastertronic, nella fascia di prezzo bassa. Il titolo è presumibilmente un riferimento al Test della Kobayashi Maru della saga di Star Trek; la trama del gioco rappresenta un test in un mondo fantascientifico, ma non ha nulla a che vedere con Star Trek.
Tecnicamente Kobayashi Naru è simile a Shard of Inovar e Venom, degli stessi autori e dello stesso periodo; i tre titoli vennero ripubblicati insieme dalla Mastertronic nella raccolta Trilogy (1987-1988) per C64, PC e Spectrum.
Clive Wilson realizzò anche un seguito di Kobyashi Naru intitolato Kobyashi Ag'Kwo (Zenobi Software, 1991), solo per Spectrum.

## Trama
Il protagonista affronta il Kobayashi Naru, il test finale per entrare nell'ordine degli immortali, dove il fallimento significa la morte. Viene inviato sul pianeta Ygor e inizia l'avventura in una stanza con tre porte, dietro ognuna delle quali si trova uno dei tre obiettivi da raggiungere, che consistono nell'ottenimento di determinati oggetti. Le tre porte sono etichettate Conoscenza, Saggezza e Comprensione, e corrispondono a tre avventure tra loro indipendenti che si possono affrontare in qualsiasi ordine. Il candidato ha in dotazione solo un terminale da polso che permette limitatamente di analizzare gli oggetti per ricavare informazioni utili.

## Modalità di gioco
Il gioco è un'avventura testuale in inglese dotata di illustrazioni statiche e caratterizzata da un sistema di controllo a icone che rappresentano le possibili azioni da effettuare. Non si digitano mai comandi, ma si evidenziano icone e parole tramite il joystick o i tasti.
Lo schermo è diviso in quattro aree: in basso la descrizione testuale, al centro l'immagine del luogo attuale o dell'oggetto esaminato, al di sopra dell'immagine l'area dei messaggi brevi, e distribuite in alto e ai lati le 23 icone.
Scorrendo le icone, il verbo dell'azione corrispondente viene mostrato nell'area messaggi; quando si attiva l'icona, a seconda dell'azione scelta potranno cambiare l'immagine e la descrizione e passare un messaggio scorrevole in orizzontale nell'area messaggi.
Alcune azioni, come spostarsi nelle quattro direzioni, vengono eseguite direttamente, mentre altre necessitano di un complemento, ad esempio "analizza" richiede l'oggetto da analizzare. Per alcune di tali azioni l'oggetto va selezionato all'interno del testo descrittivo della scena; viene evidenziata la prima parola del testo e il giocatore può spostarsi da una parola all'altra, comprese quelle che non formano una frase sensata. Per altre azioni gli oggetti possibili si scorrono graficamente, dal proprio inventario o tra altri disponibili sulla scena.
La partita corrente si può salvare nella memoria volatile o su cassetta/disco.